# Dendropsophus branneri
Dendropsophus branneri är en groddjursart som först beskrevs av Cochran 1948.  Dendropsophus branneri ingår i släktet Dendropsophus och familjen lövgrodor. IUCN kategoriserar arten globalt som livskraftig. Inga underarter finns listade i Catalogue of Life.